# 倉川茂行
倉川茂行（くらかわ しげゆき、1952年 - 1988年10月29日）は日本の大蔵官僚。

## 来歴
東京都出身。東京都立立川高等学校、東京大学法学部第1類（私法コース）卒業。1975年 大蔵省入省（主計局総務課）。立川高校時代から大蔵省入省を目指していた。
大阪国税局や大臣官房調査企画課調査第一係長の後、1980年7月 鶴岡税務署長。1985年6月 主計局主計官補佐（厚生第三係主査）。中島義雄主計官に仕えていた。1988年7月 主計局主計官補佐（通商産業第一、二係主査）。1988年10月29日 東京都世田谷区池尻の自宅で急性心不全のため死去。
主計局での勤務が長く、1975年入省では勝栄二郎らと並んで事務次官候補と見られていた。

## 略歴
- 1975年4月：大蔵省入省（主計局総務課）。
- 1977年：大阪国税局調査部調査官。
- 1979年7月：大臣官房調査企画課調査第一係長。
- 1980年7月：鶴岡税務署長。
- 1981年7月：大臣官房文書課長補佐（審査・管理） 兼 大臣官房秘書課長補佐（調査）[6]。
- 1983年：理財局総務課長補佐。
- 1985年6月：主計局主計官補佐（厚生第三係主査）。
- 1988年7月：主計局主計官補佐（通商産業第一、二係主査）。
- 1988年10月29日：急性心不全で死去。